# Vlag van Den Ham

Vlag van Den Ham
(1954-2001)

De vlag van Den Ham werd op 29 november 1954 bij raadsbesluit vastgesteld als de gemeentelijke vlag van de Overijsselse gemeente Den Ham. Op 1 januari 2001 ging de gemeente samen met Vriezenveen waardoor de vlag als gemeentevlag kwam te vervallen. Aanvankelijk werd de nieuwe gemeente Vriezenveen genoemd, maar op 1 juni 2002 werd de naam gewijzigd in Twenterand.

## Beschrijving
De vlag werd als volgt beschreven: 
drie banen van blauw, geel, blauw, waarvan de boven- en benedenbaan dezelfde afmetingen hebben, met dien verstande, dat de hoogte van de vlag, langs de stok gemeten, zich zal verhouden tot de hoogte van de drie banen als 11:3,2;2:4,6;3,2 en in de middenbaan het gemeentewapen zal voorkomen. Links de leeuw in geel met het gezicht van de stok gericht; rechts de adelaar in geel met de kop naar de stok gericht. Het veld, waarin deze figuren voorkomen, is blauw.
De kleuren zijn ontleend aan het gemeentewapen. De ontwerper van de vlag was de Hammer kunstschilder H.J. Bramer. De Hoge Raad van Adel had geen bezwaar tegen plaatsing van het wapen in de vlag.

## Verwante symbolen

Wapen van Den Ham

Ambt Delden 
· Avereest 
· Bathmen 
· Blokzijl 
· Brederwiede 
· Den Ham 
· Denekamp 
· Diepenheim 
· Diepenveen 
· Genemuiden 
· Goor 
· Gramsbergen 
· Hasselt 
· Heino 
· Holten 
· IJsselham 
· IJsselmuiden 
· Markelo 
· Nieuwleusen 
· Noordoostpolder 
· Olst 
· Ootmarsum 
· Rijssen 
· Stad Delden 
· Steenwijk 
· Steenwijkerwold 
· Urk 
· Vollenhove 
· Vriezenveen 
· Wanneperveen 
· Weerselo
· Wijhe 
· Zwartsluis 
· Zwollerkerspel